# 가와아이촌 (후쿠오카현)
가와아이촌(川会村)은 후쿠오카현 우키하군에 설치되었던 촌이다. 현재의 구루메시의 일부에 해당한다.